# 1950年-1953年の市町村合併
1950年-1953年の市町村合併（1950ねん-1953ねんのしちょうそんがっぺい）では1950年から1953年にかけて行われた日本の市町村合併の一覧を載せる。

## 1950年
- 1月1日
  - 福井県武生市+丹生郡吉野村=武生市（編入）
  - 宮崎県南那珂郡飫肥町+吾田町+油津町+東郷村=日南市（新設/市制）
- 4月1日
  - 宮城県塩竈市+宮城郡浦戸村=塩竈市（編入）
  - 山形県酒田市+飽海郡飛島村=酒田市（編入）
  - 福島県平市+石城郡飯野村=平市（編入）
  - 福島県耶麻郡山都村+小川村+木幡村=耶麻郡山都町（新設/町制）
  - 新潟県柏崎市+中頸城郡上米山村=柏崎市（編入）
  - 岐阜県安八郡神戸町+北平野村（田・横井・安次・丈六道地区）=安八郡神戸町（編入）
  - 岐阜県揖斐郡池田村+安八郡北平野村（白鳥地区）=揖斐郡池田村（編入）
  - 滋賀県彦根市+犬上郡日夏村=彦根市（編入）
  - 京都府竹野郡網野町+浜詰村+木津村+郷村+島津村=竹野郡網野町（新設）
  - 大阪府南河内郡野田村+大草村=南河内郡登美丘町（新設/町制）
  - 兵庫県神戸市+武庫郡御影町+魚崎町+住吉村=神戸市（編入）東灘区（新設）
  - 兵庫県城崎郡豊岡町+五荘村+新田村+中筋村=豊岡市（新設/市制）
  - 大分県北海部郡臼杵町+海辺村=臼杵市（新設/市制）
- 5月3日
  - 千葉県東葛飾郡野田町+旭村+梅郷村+七福村=野田市（新設/市制）
  - 島根県簸川郡窪田村+乙立村（東村・八幡原地区）=簸川郡窪田村（編入）
  - 島根県簸川郡朝山村+乙立村（乙立地区）=簸川郡朝山村（編入）
- 5月15日
  - 福島県平市+石城郡神谷村=平市（編入）
- 6月1日
  - 岐阜県本巣郡文殊村+山添村=本巣郡本巣村（新設）
- 6月10日
  - 岐阜県吉城郡船津町+阿曽布村+袖川村=吉城郡神岡町（新設）
- 6月15日
  - 兵庫県加古郡加古川町+神野村+平岡村+野口村+尾上村=加古川市（新設/市制）
- 7月1日
  - 北海道札幌市+札幌郡白石村=札幌市（編入）
  - 長野県更級郡篠ノ井町+東福寺村+川柳村=更級郡篠ノ井町（新設）
- 7月7日
  - 福井県武生市+今立郡国高村=武生市（編入）
- 8月1日
  - 岐阜県羽島郡笠松町+松枝村=羽島郡笠松町（編入）
  - 岐阜県揖斐郡本郷村+池田村=揖斐郡温知村（新設）
  - 三重県上野市+阿山郡府中村+名賀郡猪田村=上野市（編入）
  - 京都府何鹿郡綾部町+中筋村+吉美村+山家村+西八田村+東八田村+口上林村=綾部市（新設/市制）
- 8月10日
  - 岐阜県武儀郡小金田村+山県郡保戸島村=武儀郡小金田村（編入）
  - 岐阜県武儀郡関町+山県郡千疋村=武儀郡関町（編入）
- 8月20日
  - 岐阜県岐阜市+稲葉郡黒野村+方県村+茜部村+鶉村+市橋村+本巣郡七郷村+西郷村=岐阜市（編入）
- 9月1日
  - 岡山県倉敷市+児島郡粒江村=倉敷市（編入）
- 9月21日
  - 島根県松江市+八束郡竹矢村+乃木村=松江市（編入）
- 10月1日
  - 鹿児島県鹿児島市+鹿児島郡伊敷村+東桜島村=鹿児島市（編入）
- 10月10日
  - 静岡県小笠郡掛川町+上内田村=小笠郡掛川町（編入）
  - 兵庫県神戸市+武庫郡本庄村+本山村=神戸市東灘区（編入）
- 10月15日
  - 岐阜県武儀郡関町+加茂郡田原村=関市（編入/市制）
- 11月1日
  - 大阪府高槻市+三島郡五領村=高槻市（編入）
- 11月3日
  - 島根県簸川郡園村+荒茅村=簸川郡長浜村（新設）
- 11月30日
  - 福井県武生市+丹生郡大虫村=武生市（編入）
- 12月1日
  - 新潟県長岡市+古志郡栖吉村=長岡市（編入）
  - 京都府京都市+乙訓郡久我村+羽束師村+大枝村=京都市右京区・伏見区（編入）
- 12月10日
  - 岐阜県岐阜市+稲葉郡岩村=岐阜市（編入）
- 12月15日
  - 宮城県志田郡古川町+荒雄村+志田村+栗原郡宮沢村=古川市（編入/市制）
  - 三重県北牟婁郡長島町+二郷村=北牟婁郡長島町（編入）
  - 和歌山県田辺市+西牟婁郡万呂村+下秋津村+稲成村=田辺市（編入）
- 12月16日
  - 宮城県古川市+玉造郡東大崎村+遠田郡富永村+栗原郡長岡村=古川市（編入）
  - 三重県上野市+阿山郡友生村+中瀬村の一部=上野市（編入）
  - 三重県阿山郡山田村+中瀬村の一部=阿山郡山田村（編入）
- 12月18日
  - 神奈川県小田原市+足柄上郡桜井村=小田原市（編入）
- 12月20日
  - 島根県簸川郡田岐村+久村+窪田村の一部=簸川郡岐久村（新設）

## 1951年
- 1月1日
  - 新潟県長岡市+古志郡富曽亀村=長岡市（編入）
  - 京都府熊野郡上佐濃村+下佐濃村=熊野郡佐濃村（新設）
  - 宮崎県南那珂郡福島町+北方村=南那珂郡福島町（新設）
  - 宮崎県西臼杵郡七折村+岩井川村=西臼杵郡日の影町（新設/町制）
- 1月10日
  - 兵庫県明石市+明石郡大久保町+魚住村+加古郡二見町=明石市（編入）
- 3月1日
  - 京都府久世郡宇治町+槇島村+小倉村+大久保村+宇治郡東宇治町=宇治市（新設/市制）
  - 鳥取県東伯郡東郷村+松崎村=東伯郡東郷松崎町（新設/町制）
- 3月2日
  - 三重県桑名市+桑名郡桑部村+在良村+員弁郡七和村=桑名市（編入）
- 3月5日
  - 岐阜県多治見市+土岐郡市之倉村=多治見市（編入）
- 3月15日
  - 千葉県香取郡佐原町+香取町+香西村+東大戸村=佐原市（新設/市制）
  - 兵庫県美嚢郡三木町+久留美村=美嚢郡三木町（編入）
- 3月17日
  - 富山県高岡市+西礪波郡国吉村=高岡市（編入）
- 3月20日
  - 山梨県南都留郡下吉田町+明見町+富士上吉田町=富士吉田市（新設/市制）
  - 岐阜県関市+武儀郡下有知村=関市（編入）
- 3月23日
  - 静岡県浜松市+浜名郡五島村+新津村+河輪村=浜松市（編入）
- 3月25日
  - 宮崎県宮崎市+宮崎郡瓜生野村+木花村+青島村+東諸県郡倉岡村=宮崎市（編入）
- 3月28日
  - 岡山県倉敷市+都窪郡菅生村+中庄村+帯江村=倉敷市（編入）
- 3月30日
  - 栃木県足利市+足利郡毛野村=足利市（編入）
  - 福井県福井市+吉田郡西藤島村=福井市（編入）
  - 福井県武生市+南条郡坂口村=武生市（編入）
  - 福井県遠敷郡小浜町+今富村+内外海村+国富村+遠敷村+口名田村+中名田村+松永村=小浜市（新設/市制）
- 4月1日
  - 青森県青森市+東津軽郡滝内村=青森市（編入）
  - 秋田県平鹿郡横手町+栄村+旭村=横手市（編入/市制）
  - 秋田県北秋田郡大館町+釈迦内村=大館市（新設/市制）
  - 福島県若松市+北会津郡町北村=若松市（編入）
  - 福島県双葉郡新山町+長塚村=双葉郡標葉町（新設）
  - 茨城県真壁郡下館町+伊讃村=真壁郡下館町（新設）
  - 群馬県高崎市+群馬郡六郷村=高崎市（編入）
  - 千葉県東葛飾郡流山町+八木村+新川村=東葛飾郡江戸川町（新設）
  - 千葉県香取郡小見川町+豊浦村+神里村+森山村=香取郡小見川町（新設）
  - 千葉県香取郡多古町+東条村=香取郡多古町（新設）
  - 千葉県山武郡大網町+山辺村+瑞穂村=山武郡大網町（新設）
  - 東京都西多摩郡青梅町+調布村+霞村=青梅市（新設/市制）
  - 富山県東礪波郡井波町+南山見村=東礪波郡井波町（編入）
  - 福井県南条郡今庄村+鹿蒜村=南条郡今庄村（新設）
  - 福井県丹生郡朝日町+常磐村（境野茱原・頭谷・青野・金谷地区）=丹生郡朝日町（編入）
  - 福井県丹生郡織田村+萩野村+常磐村（上戸地区）=丹生郡織田村（新設）
  - 山梨県西八代郡落居村+岩間村+楠甫村+宮原村+葛籠沢村+鴨狩津向村=西八代郡六郷村（新設）
  - 岐阜県大垣市+安八郡和合村=大垣市（編入）
  - 岐阜県多治見市+土岐郡笠原町=多治見市（編入）
  - 岐阜県土岐郡瑞浪町+土岐町=土岐郡瑞浪土岐町（新設）
  - 岐阜県恵那郡中津町+苗木町=恵那郡中津川町（新設）
  - 静岡県榛原郡相良町+菅山村=榛原郡相良町（編入）
  - 静岡県小笠郡掛川町+西山口村+粟本村+西南郷村=小笠郡掛川町（新設）
  - 静岡県浜名郡笠井町+豊西村=浜名郡笠井町（新設）
  - 静岡県浜名郡北浜村+竜池村=浜名郡北浜村（編入）
  - 愛知県八名郡金沢村+賀茂村=八名郡双和村（新設）
  - 三重県名賀郡名張町+美濃波多村+比奈知村+錦生村=名賀郡名張町（編入）
  - 滋賀県大津市+滋賀郡坂本村+雄琴村+下阪本村+栗太郡大石村+下田上村=大津市（編入）
  - 滋賀県蒲生郡八幡町+島村=蒲生郡八幡町（編入）
  - 京都府久世郡久津川村+寺田村+富野荘村+綴喜郡青谷村=久世郡城陽町（新設/町制）
  - 京都府綴喜郡田辺町+大住村+草内村+三山木村+普賢寺村=綴喜郡田辺町（編入）
  - 京都府相楽郡木津町+相楽村=相楽郡木津町（編入）
  - 京都府相楽郡加茂町+当尾村+瓶原村=相楽郡加茂町（編入）
  - 京都府相楽郡川西村+山田荘村=相楽郡精華村（新設）
  - 京都府船井郡園部町+川辺村=船井郡園部町（編入）
  - 京都府船井郡八木町+富本村+吉富村+新庄村=船井郡八木町（編入）
  - 京都府船井郡須知町+竹野村=船井郡須知町（編入）
  - 京都府船井郡檜山村+梅田村+三ノ宮村+質美村=船井郡瑞穂村（新設）
  - 京都府加佐郡河守町+河守上村+河西村+河東村+有路上村+有路下村=加佐郡大江町（編入/改称）
  - 京都府与謝郡宮津町+上宮津村=与謝郡宮津町（編入）
  - 京都府中郡口大野村+奥大野村+常吉村+三重村+周枳村+河辺村=中郡大宮町（新設/町制）
  - 京都府熊野郡久美浜町+久美谷村=熊野郡久美浜町（編入）
  - 兵庫県西宮市+武庫郡鳴尾村+有馬郡山口村+塩瀬村=西宮市（編入）
  - 兵庫県揖保郡龍野町+揖西村+揖保村+神岡村+誉田村=龍野市（新設/市制）
  - 兵庫県揖保郡新宮町+西栗栖村+東栗栖村+香島村+越部村=揖保郡新宮町（新設）
  - 兵庫県揖保郡半田村+神部村+河内村=揖保郡揖保川町（新設/町制）
  - 兵庫県揖保郡御津町+室津村=揖保郡御津町（新設）
  - 兵庫県揖保郡斑鳩町+石海村+太田村=揖保郡太子町（新設）
  - 奈良県奈良市+添上郡大安寺村+東市村+生駒郡平城村=奈良市（編入）
  - 鳥取県東伯郡倉吉町+小鴨村=東伯郡倉吉町（編入）
  - 島根県松江市+八束郡忌部村+大庭村（大庭・佐草・大草・山代地区）=松江市（編入）
  - 島根県八束郡岩坂村+熊野村=八束郡八雲村（新設）
  - 島根県八束郡八雲村+大庭村（平原地区）=八束郡八雲村（編入）
  - 島根県能義郡安来町+能義村+宇賀荘村=能義郡安来町（新設）
  - 島根県大原郡大東町+春殖村+幡屋村+阿用村+佐世村=大原郡大東町（新設）
  - 島根県大原郡木次町+斐伊村=大原郡木次町（新設）
  - 島根県飯石郡掛合村+多根村+松笠村=飯石郡掛合村（新設）
  - 島根県簸川郡西浜村+江南村=簸川郡湖陵村（新設）
  - 島根県簸川郡大社町+荒木村+日御碕村+鵜鷺村+遙堪村=簸川郡大社町（新設）
  - 島根県簸川郡平田町+灘分村+国富村+鰐淵村+西田村+久多美村+檜山村+東村=簸川郡平田町（新設）
  - 島根県邇摩郡福光村+福浦村=邇摩郡福波村（新設）
  - 島根県邇摩郡大森町+水上村=邇摩郡大森町（新設）
  - 島根県邇摩郡波積村+那賀郡都治村+黒松村=那賀郡江東村（新設）
  - 岡山県和気郡伊部町+片上町=和気郡備前町（新設）
  - 岡山県小田郡笠岡町+今井村=小田郡笠岡町（編入）
  - 岡山県吉備郡岡田村+川辺村=吉備郡大備村（新設）
  - 岡山県吉備郡総社町+服部村+神在村=吉備郡総社町（編入）
  - 岡山県苫田郡一宮村+東一宮村=苫田郡一宮村（新設）
  - 広島県三原市+御調郡深田村（深地区）=三原市（編入）
  - 広島県尾道市+御調郡深田村（久山田地区）=尾道市（編入）
  - 広島県佐伯郡大竹町+木野村=佐伯郡大竹町（編入）
  - 広島県豊田郡下北方村+上北方村+善入寺村=豊田郡北方村（新設）
  - 山口県防府市+佐波郡右田村=防府市（編入）
  - 山口県豊浦郡岡枝村+楢崎村=豊浦郡菊川村（新設）
  - 徳島県徳島市+勝浦郡勝占村+多家良村=徳島市（編入）
  - 徳島県勝浦郡小松島町+那賀郡立江町=勝浦郡小松島町（編入）
  - 香川県丸亀市+仲多度郡南村=丸亀市（編入）
  - 香川県坂出市+綾歌郡加茂村=坂出市（編入）
  - 香川県小豆郡西村+草壁町+安田村+苗羽村+坂手村=小豆郡内海町（新設）
  - 香川県綾歌郡栗熊村+富熊村=綾歌郡久万玉村（新設/改称）
  - 愛媛県温泉郡北条町+難波村+正岡村=温泉郡北条町（新設）
  - 福岡県久留米市+三井郡上津荒木村+合川村+山川村=久留米市（編入）
  - 福岡県鞍手郡若宮町+中村+山口村=鞍手郡若宮町（新設）
  - 福岡県朝倉郡松末村+杷木町+久喜宮村+志波村=朝倉郡杷木町（新設）
  - 福岡県糸島郡桜井村+野北村=糸島郡桜野村（新設）
  - 福岡県浮羽郡御幸町+姫治村+山春村+大石村=浮羽郡浮羽町（編入/改称）
  - 福岡県浮羽郡川会村+柴刈村=浮羽郡筑陽村（新設）
  - 福岡県八女郡福島町+三河村+上妻村+長峰村+八幡村=八女郡福島町（新設）
  - 福岡県山門郡柳河町+城内村+沖端村+西宮永村+東宮永村+両開村=山門郡柳川町（新設）
  - 大分県中津市+下毛郡三保村=中津市（編入）
  - 大分県北海部郡津久見町+日代村+四浦村+保戸島村=津久見市（新設/市制）
  - 大分県西国東郡高田町+草地村+河内村+西都甲村+東都甲村=西国東郡高田町（新設）
  - 大分県速見郡中山香町+東山香村+上村=速見郡山香町（新設）
  - 大分県南海部郡直見村+川原木村=南海部郡直川村（新設）
  - 大分県大野郡野津町+田野村=大野郡野津町（新設）
  - 大分県大野郡三重町+百枝村+新田村+菅尾村=大野郡三重町（新設）
  - 大分県下毛郡東耶馬溪村+上津村=下毛郡本耶馬渓村（新設）
  - 大分県下毛郡津民村+山移村+下郷村=下毛郡中耶馬溪村（新設）
  - 大分県下毛郡三郷村+溝部村+槻木村=下毛郡山国村（新設）
  - 大分県宇佐郡安心院町+龍王村（龍王・恒松・田ノ口・大佛・辻地区）=宇佐郡安心院町（編入）
  - 大分県宇佐郡龍王村（今井・大・有徳原・野山・森・鳥越・中山・西衲地区）+明治村=宇佐郡深見村（新設）
  - 宮崎県東臼杵郡富島町+岩脇村=日向市（新設/市制）
  - 鹿児島県川内市+薩摩郡水引村=川内市（編入）
- 4月3日
  - 長野県埴科郡松代町+清野村+東条村=埴科郡松代町（新設）
- 4月4日
  - 富山県高岡市+射水郡牧野村=高岡市（編入）
- 5月3日
  - 愛知県瀬戸市+東春日井郡水野村=瀬戸市（編入）
- 6月1日
  - 新潟県三条市+南蒲原郡井栗村=三条市（編入）
  - 福岡県久留米市+三井郡高良内村=久留米市（編入）
- 7月1日
  - 山梨県中巨摩郡飯野村+在家塚村=中巨摩郡巨摩町（新設/町制）
  - 兵庫県神戸市+有馬郡道場村+八多村+大沢村=神戸市兵庫区（編入）
- 9月1日
  - 兵庫県赤穂郡赤穂町+坂越町+高雄村=赤穂市（新設/市制）
- 10月1日
  - 兵庫県加古川市+加古郡別府町=加古川市（編入）
- 12月1日
  - 三重県松阪市+飯南郡伊勢寺村=松阪市（編入）

## 1952年
- 1月1日
  - 和歌山県伊都郡応其村+端場村=伊都郡応其村（編入）
- 4月1日
  - 岩手県気仙郡盛町+大船渡町+末崎村+日頃市村+立根村+猪川村+赤崎村=大船渡市（新設/市制）
  - 茨城県水戸市+東茨城郡緑岡村=水戸市（編入）
  - 千葉県長生郡茂原町+鶴枝村+五郷村+二宮本郷村+東郷村+豊田村=茂原市（新設/市制）
  - 富山県下新川郡魚津町+下中島村+上中島村+松倉村+上野方村+下野方村+片貝谷村+加積村+道下村+経田村+天神村+西布施村=魚津市（新設/市制）
  - 富山県東礪波郡中野村+油田村+庄下村+五鹿屋村+出町+林村=東礪波郡砺波町（新設）
  - 静岡県駿東郡小泉村+泉村=駿東郡裾野町（新設/町制）
  - 滋賀県彦根市+坂田郡鳥居本村=彦根市（編入）
  - 兵庫県多可郡西脇町+日野村+重春村+比延庄村=西脇市（新設/市制）
  - 岡山県岡山市+上道郡三蟠村+沖田村+操陽村+富山村+御津郡牧石村+大野村+白石村+今村+芳田村+児島郡甲浦村=岡山市（編入）
  - 岡山県倉敷市+都窪郡豊洲村の一部=倉敷市（編入）
  - 岡山県小田郡笠岡町+金浦町=笠岡市（新設/市制）
  - 岡山県邑久郡邑久村+福田村+今城村+豊原村+本庄村+笠加村=邑久郡邑久町（新設/町制）
  - 岡山県都窪郡茶屋町+豊洲村の一部=都窪郡茶屋町（編入）
  - 岡山県吉備郡二万村+大備村+薗村+箭田町+呉妹村=吉備郡真備町（新設）
  - 岡山県吉備郡日美村+下倉村+富山村+水内村=吉備郡昭和町（新設/町制）
  - 広島県賀茂郡竹原町+下野村=賀茂郡竹原町（新設）
- 5月1日
  - 富山県東礪波郡南山田村+大鋸屋村+城端町+北野村+蓑谷村=東礪波郡城端町（新設）
  - 富山県東礪波郡北山田村+山田村+西礪波郡福光町+石黒村+広瀬村+広瀬館村+西太美村+太美山村+東太美村+吉江村=西礪波郡福光町（新設）
- 6月1日
  - 富山県東礪波郡東山見村+青島村+雄神村+種田村=東礪波郡庄川町（新設/町制）
  - 岐阜県大垣市+安八郡三城村=大垣市（編入）
- 6月15日
  - 三重県津市+一志郡雲出村=津市（編入）
- 7月7日
  - 福井県丹生郡越廼村+下岬村=丹生郡越廼村（新設）
- 8月1日
  - 富山県氷見郡氷見町+余川村+碁石村+八代村=氷見市（編入/市制）
  - 島根県美濃郡益田町+安田村+北仙道村+豊川村+豊田村+高城村+小野村+中西村=益田市（新設/市制）
  - 岡山県久米郡大井西村+大東村=久米郡大井町（新設/町制）
- 9月1日
  - 愛媛県南宇和郡城辺町+緑僧都村=南宇和郡城辺町（新設）
- 9月15日
  - 山口県大島郡小松町+屋代村=大島郡大島町（新設）
- 10月10日
  - 静岡県磐田郡袋井町+久努村=磐田郡袋井町（新設）
- 11月1日
  - 鳥取県岩美郡成器村+大茅村=岩美郡大成村（新設）
- 11月3日
  - 鳥取県八頭郡船岡町+大伊村+隼村=八頭郡船岡町（新設）
  - 島根県能義郡安田村+母里村+井尻村=能義郡伯太村（新設）
- 11月10日
  - 岡山県苫田郡芳野村+大野村+小田村+中谷村+香々美南村+香々美北村=苫田郡鏡野町（新設/町制）
- 12月1日
  - 三重県松阪市+飯南郡機殿村=松阪市（編入）

## 1953年
- 1月1日
  - 岡山県倉敷市+浅口郡西阿知町=倉敷市（編入）
- 2月1日
  - 岡山県邑久郡豊村+太伯村+幸島村+邑久町（長沼地区）+上道郡古都村+西大寺町+可知村+光政村+津田村+九蟠村+金田村=西大寺市（新設/市制）
- 2月11日
  - 岡山県玉島市+浅口郡長尾町=玉島市（編入）
  - 広島県双三郡吉舎町+八幡村=双三郡吉舎町（新設）
- 3月1日
  - 岡山県赤磐郡高陽村+西山村+高月村=赤磐郡山陽町（新設/町制）
  - 岡山県赤磐郡鳥取上村+軽部村+笹岡村=赤磐郡赤坂町（新設/町制）
- 3月22日
  - 広島県三原市+豊田郡長谷村+御調郡八幡村=三原市（編入）
- 4月1日
  - 福島県北会津郡荒井村+舘ノ内村=北会津郡荒舘村（新設）
  - 栃木県足利市+足利郡山辺町=足利市（編入）
  - 千葉県山武郡東金町+公平村+丘山村+大和村+正気村+豊成村=山武郡東金町（新設）
  - 千葉県長生郡本納町+新治村=長生郡本納町（新設）
  - 富山県新湊市+射水郡作道村+片口村+堀岡村+海老江村+本江村+七美村=新湊市（編入）
  - 富山県下新川郡桜井町+東布施村=下新川郡桜井町（編入）
  - 福井県三方郡八村+西田村=三方郡三方町（新設/町制）
  - 静岡県引佐郡井伊谷村+金指町=引佐郡引佐町（編入/改称/町制）
  - 大阪府泉北郡高石町+取石村=泉北郡高石町（編入）
  - 鳥取県東伯郡長瀬村+浅津村+橋津村+宇野村=東伯郡羽合町（新設/町制）
  - 鳥取県東伯郡東郷松崎町+舎人村+花見村=東伯郡東郷町（新設）
  - 鳥取県東伯郡矢送村+南谷村+山守村=東伯郡関金町（新設/町制）
  - 島根県松江市+八束郡生馬村+持田村=松江市（編入）
  - 島根県飯石郡赤名町+邑智郡谷村=飯石郡赤名町（新設）
  - 岡山県玉島市+浅口郡黒崎町+富田村=玉島市（編入）
  - 岡山県後月郡井原町+西江原町+高屋町+荏原村+木之子村+県主村+青野村+山野上村+小田郡稲倉村+大江村=井原市（新設/市制）
  - 岡山県御津郡牧山村+宇垣村+金川町+宇甘東村+宇甘西村+赤磐郡五城村+葛城村=御津郡御津町（新設）
  - 岡山県和気郡藤野村+本荘町+和気町+日笠村+赤磐郡石生村=和気郡和気町（新設）
  - 岡山県上道郡平島村+御休村+角山村=上道郡上道町（新設/町制）
  - 岡山県勝田郡湯郷町+豊国村+英田郡林野町+豊田村+楢原村=英田郡美作町（新設）
  - 岡山県久米郡倭文西村+西川村+垪和村=久米郡旭町（新設/町制）
  - 広島県高田郡吉田町+丹比村+可愛村+郷野村=高田郡吉田町（新設）
  - 広島県沼隈郡今津町+松永町=沼隈郡松永町（新設）
  - 香川県坂出市+仲多度郡与島村=坂出市（編入）
  - 熊本県熊本市+飽託郡御幸村+田迎村=熊本市（編入）
- 5月1日
  - 千葉県安房郡稲都村+滝田村+国府村=安房郡三芳村（新設）
  - 広島県豊田郡東生口村+御調郡重井村+大浜村+中庄村+三庄町+土生町+田熊町=因島市（新設/市制）
- 5月3日
  - 愛媛県新居浜市+新居郡垣生村+大島村+多喜浜村+神郷村=新居浜市（編入）
- 5月5日
  - 鳥取県八頭郡郡家町+国中村+大御門村+下私都村=八頭郡郡家町（新設）
- 6月1日
  - 宮城県本吉郡気仙沼町+鹿折町+松岩村=気仙沼市（新設/市制）
  - 鳥取県日野郡江尾町+神奈川村+米沢村=日野郡江府町（新設）
  - 岡山県倉敷市+児島郡福田町+浅口郡連島町=倉敷市（編入）
- 7月1日
  - 千葉県夷隅郡長者町+中根村=夷隅郡長者町（新設）
  - 大阪府豊中市+三島郡新田村（上新田地区）=豊中市（編入）
  - 大阪府吹田市+三島郡新田村（下新田地区）=吹田市（編入）
  - 鳥取県鳥取市+岩美郡倉田村+面影村+気高郡神戸村+大和村+美穂村+大正村+東郷村+明治村+豊実村+松保村+大郷村+吉岡村+千代水村+湖山村+末恒村=鳥取市（編入）
  - 鳥取県気高郡青谷町+勝部村+中郷村+日置谷村=気高郡青谷町（新設）
  - 岡山県玉野市+児島郡山田村=玉野市（編入）
  - 岡山県御津郡新山村+江与味村（粟井谷・杉谷地区）=御津郡新山村（編入）
  - 岡山県御津郡江与味村（江与味地区）+久米郡旭町=久米郡旭町（編入）
  - 熊本県熊本市+飽託郡池上村+高橋村+城山村=熊本市（編入）
- 8月1日
  - 山形県米沢市+南置賜郡上長井村=米沢市（編入）
  - 千葉県船橋市+千葉郡二宮町=船橋市（編入）
- 9月1日
  - 岡山県英田郡江見町+土居町+福山村+粟井村+吉野村=英田郡作東町（新設）
  - 大分県下毛郡中耶馬溪村+耶馬溪村=下毛郡中耶馬溪村（編入）
- 9月10日
  - 富山県中新川郡山加積村+南加積村+宮川村+上市町+柿沢村+大岩村=中新川郡上市町（新設）
  - 富山県西礪波郡石動町+南谷村+埴生村+松沢村+正得村+荒川村+子撫村+宮島村=西礪波郡石動町（新設）
- 10月1日
  - 富山県下新川郡新屋村+小摺戸村+青木村+飯野村+上原村+入善町+横山村+椚山村=下新川郡入善町（新設）
  - 鳥取県米子市+西伯郡尚徳村+五千石村=米子市（編入）
  - 鳥取県東伯郡西郷村+上井町+倉吉町+上小鴨村+社村+上北条村+北谷村+高城村+灘手村の一部=倉吉市（新設/市制）
  - 鳥取県日野郡根雨町+日野村=日野郡根雨町（新設）
  - 岡山県笠岡市+小田郡城見村+陶山村+大井村+吉田村+新山村+神島内村=笠岡市（編入）
  - 岡山県上房郡中津井村+呰部町+上水田村+水田村=上房郡北房町（新設）
  - 山口県都濃郡富田町+福川町=都濃郡南陽町（新設）
- 10月5日
  - 富山県高岡市+氷見郡太田村+西礪波郡石堤村+東五位村=高岡市（編入）
  - 富山県新湊市+射水郡塚原村=新湊市（編入）
- 10月10日
  - 福島県石城郡小名浜町+鹿島村=石城郡小名浜町（編入）
  - 福島県双葉郡浪江町+請戸村+幾世橋村=双葉郡浪江町（新設）
  - 新潟県南蒲原郡見附町+古志郡北谷村=南蒲原郡見附町（編入）
- 11月1日
  - 富山県氷見市+氷見郡窪村+宮田村=氷見市（編入）
  - 富山県中新川郡滑川町+浜加積村+早月加積村+北加積村+東加積村+中加積村+西加積村=中新川郡滑川町（新設）
  - 静岡県焼津市+志太郡豊田村=焼津市（編入）
  - 鳥取県東伯郡三朝村+三徳村+小鹿村+旭村+竹田村=東伯郡三朝町（新設/町制）
- 11月3日
  - 千葉県長生郡一宮町+東浪見村=長生郡一宮町（新設）
  - 千葉県長生郡八積村+高根村+一松村=長生郡長生村（新設）
- 11月10日
  - 島根県飯石郡東須佐村+西須佐村=飯石郡須佐村（新設）
- 11月15日
  - 富山県射水郡小杉町+金山村=射水郡小杉町（編入）
- 11月16日
  - 茨城県新治郡石岡町+高浜町=新治郡石岡町（編入）
- 12月1日
  - 富山県氷見市+氷見郡上庄村+熊無村=氷見市（編入）
  - 富山県上新川郡大沢野町+婦負郡黒瀬谷村の一部=上新川郡大沢野町（編入）
  - 富山県婦負郡八尾町+保内村+杉原村+卯花村+室牧村+黒瀬谷村の一部=婦負郡八尾町（新設）
  - 富山県射水郡小杉町+大江村=射水郡小杉町（編入）
- 12月10日
  - 奈良県添上郡平和村+治道村+生駒郡郡山町+矢田村+昭和村=生駒郡郡山町（編入）
- 12月15日
  - 岡山県赤磐郡豊田村+小野田村+可真村+和気郡熊山村の一部=赤磐郡熊山町（新設/町制）
  - 岡山県赤磐郡万富町+和気郡熊山村（弓削地区）=赤磐郡万富町（編入）